# Neoclytus personatus
Neoclytus personatus es una especie de escarabajo longicornio del género Neoclytus, tribu Clytini, subfamilia Cerambycinae. Fue descrita científicamente por Chemsak y Linsley en 1974.

## Descripción
Mide 11-14 milímetros de longitud.

## Distribución
Se distribuye por Costa Rica.